# Cantonul Levallois-Perret-Sud
Cantonul Levallois-Perret-Sud este un canton din arondismentul Nanterre, departamentul Hauts-de-Seine, regiunea Île-de-France, Franța.

## Comune
| Comune                            | Populație (1999) | Cod poștal | Cod INSEE |
| --------------------------------- | ---------------- | ---------- | --------- |
| Levallois-Perret, commune entière | 62.995           | 92.300     | 92 044    |